# 蔡完
蔡完（1511年—？），字人備，號春湖，湖廣黃州府黃陂縣人，明朝政治人物。

## 生平
嘉靖十三年（1534年）甲午科湖廣鄉試第七十八名舉人，三十五年（1556年）丙辰科進士。刑部观政，授浙江蘭谿縣知縣，三十八年九月考选廣西道試監察御史，三十九年八月實授。不久卒于官。

## 家族
曾祖蔡彥文；祖父蔡繡；父蔡禎。嫡母甘氏；生母梅氏。